# Lijst van Griekse schepen tijdens de Tweede Wereldoorlog
Dit is een lijst met Griekse oorlogsschepen tijdens de Tweede Wereldoorlog. Deze lijst bevat schepen met een tonnage van boven de 1000 ton. 

## Torpedobootjagers
- Hunt (Type III)-klasse
  - Adrias
  - Kanaris
  - Kriti
  - Miaoulis
  - Pindos
  - Themistocles

- Wild Beast-klasse
  - Aetos
  - Ierax
  - Leon
  - Panther

- Freccia-klasse
  - Hydra
  - Kountouriotis
  - Psara
  - Spetsai

- E-klasse
  - Navarinon

- B-klasse
  - Salamis

- G-klasse
  - Vasilefs Georgios
  - Vasilissa Olga

## Kustverdedigingsschepen
- Kilkis-klasse
  - Kilkis
  - Lemnos